# Halesworth
Halesworth är en by (town) och en civil parish i distriktet East Suffolk i grevskapet Suffolk i England. Orten har 4 637 invånare (2001).